# زيكينيا
زيكينيا (بالبرتغالية: José Ferreira Franco‏) (مواليد 18 نوفمبر 1934) هو لاعب كرة قدم. يلعب مع منتخب البرازيل لكرة القدم. سبق له أن لعب في كأس العالم لكرة القدم مع منتخب بلاده.

## روابط خارجية
- زيكينيا على موقع الاتحاد الدولي (مؤرشف)  (الإنجليزية)
- زيكينيا على موقع قاعدة بيانات كرة القدم.إي يو (الإنجليزية)
- زيكينيا على موقع ليكيب (الفرنسية)
- زيكينيا على موقع ناشيونال فوتبول تيمز (الإنجليزية)
- زيكينيا على موقع عالم كرة القدم.نت (الإنجليزية)
- زيكينيا على موقع كووورة